# Григас, Йонас Пранович
Йонас Пранович Григас (лит. Jonas Grigas; род. 10 апреля 1938, Кабяляй, Белостокское воеводство, Польша) — советский и литовский физик, доктор физико-математических наук (1980), действительный член Академии наук Литвы.

## Биография
Родился 10 апреля 1938 года в деревне Кабяляй. Окончил среднюю школу в с. Марцинконис (1956) и физико-математический факультет Вильнюсского университета (1961). До 1963 г. работал инженером в Вильнюсском НИИ радиоизмерительных приборов.
В 1963 г. по приглашению профессора Повиласа Бразджюнаса вернулся на факультет радиофизики Вильнюсского университета для участия в фундаментальных исследованиях сегнетоэлектрических и фазовых превращений. В 1968 г. защитил кандидатскую диссертацию, в 1970 г. избран на должность доцента. В 1972—1973 гг. прошёл стажировку в Институте физики Чешской академии наук (Прага).
В 1980 г. защитил докторскую диссертацию на тему «Фазовые превращения и сегнетоэлектрические явления в кристаллах семейства антимонита», в 1982 г. избран на должность профессора. В 1988—1993 гг. заведующий кафедрой радиофизики.
Пионер исследований сегнетоэлектриков и фазовых превращений в Литве. Создал микроволновую лабораторию для сегнетоэлектриков и связанной с ними диэлектрической спектроскопии кристаллов . Исследовал диэлектрические спектры многих сегнетоэлектриков и протонных проводников в радио- и микроволновых частотных полях, показал частотные диапазоны, подходящие для применения этих кристаллов в телекоммуникациях, обнаружил и изучил сегнетоэлектрические моды и фазовые превращения в кристаллах, разработал модели фазовых превращений.
Автор 10 изобретений, более 200 научных статей в международных журналах и 4 научно-популярных книг. Подготовил 14 докторов наук.
Член-корреспондент (2000), академик (2011) Литовской академии наук.
Лауреат Государственной премии Литовской ССР 1986 г. за цикл работ «Высокочастотная плазма и сегнетоэлектрические явления в кристаллах».

## Сочинения
- Исследование диэлектрических свойств монокристаллов типа Sb2S3 в широком диапазоне сверхвысоких частот : диссертация … кандидата физико-математических наук : 01.00.00. — Вильнюс, 1968. — 175 с. : ил.
- Фазовые переходы и сегнетоэлектрические явления в кристаллах семейства антимонита : диссертация … доктора физико-математических наук : 01.04.07. — Вильнюс, 1980. — 332 с. : ил.
- Сегнетоэлектрики в науке и технике / И. Григас. — Вильнюс : о-во «Знание» ЛитССР, 1983. — 20 с.; 20 см.
- Мягкие моды в сегнетоэлектриках типа SbSУ / И. В. Стасюк, И. П. Григас, В. А. Калесинскас. — Киев : ИТФ, 1983. — 26 с. : граф.; 20 см.
- Сегнетоэлектрические явления и фазовые переходы : учеб. пособие / Й. Григас ; Вильн. гос. ун-т им. В. Капсукаса. — Вильнюс : ВГУ, 1987. — 157 с. : ил.; 20 см.